# Katarina Eriksdotter (abbedissa)
Katarina Eriksdotter eller Karin Eriksdotter, var en svensk nunna av birgittinorden. Hon var abbedissa i Vadstena kloster från 1529 till 1534. 
Katarina Eriksdotter var från Kopparberget i Dalarna och vigdes till nunna år 1499. Hon beskrivs som ädel och högboren och valdes till abbedissa i ett enigt val 1529. Under hennes tid som abbedissa blev en Laurens skrivare mördad efter att ha sökt sin tillflykt i klostret, och munken Johannes Nikolausson rövades med våld ur klostret av kungens knektar och skickades bort. År 1531 tog hon emot två nunnor från Munkeliv kloster i Norge, som hade stängts. År 1532 stängdes Vadstena hospital av kronan. Katarina Eriksdotter avsattes av munkarna och avsade sig formellt ämbetet i systrarnas port i klostret.   